# Hani ibn 'Urwa
Hāniʾ ibn ʿUrwa al-Murādī (in arabo هانئ بن عروة‎?; ... – Kufa, 680) è stato un guerriero yemenita dei Banū Murād (gruppo dei Kinda), martirizzato con al-Ḥusayn b. ʿAlī, nipote del profeta Maometto.

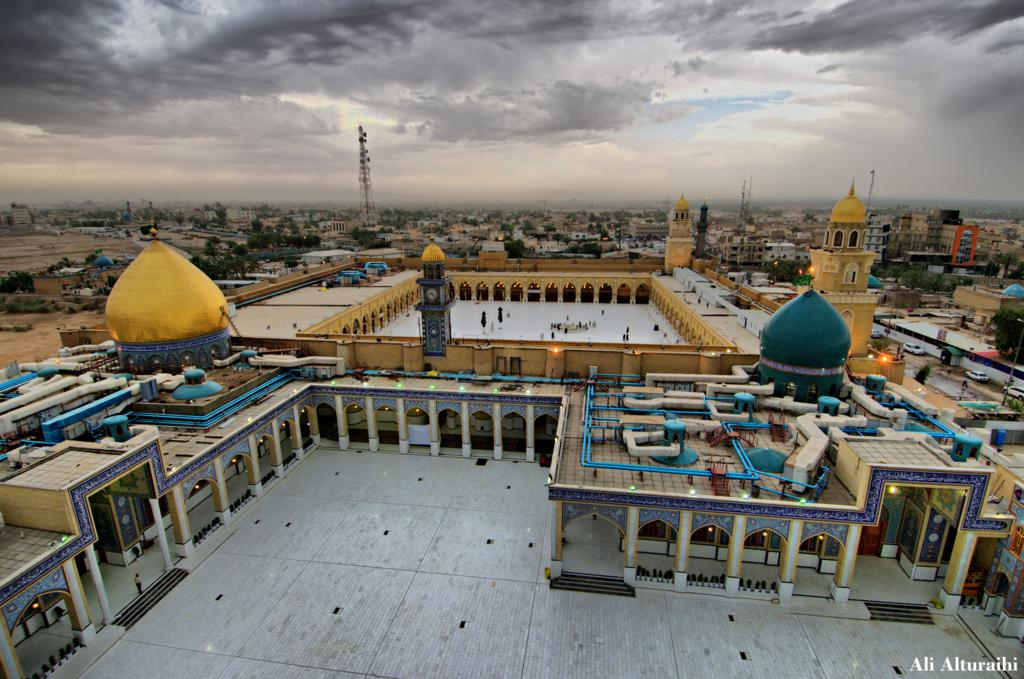
Moschea di Kufa

Capo di spicco degli Yemeniti di Kufa e di fervidi sentimenti alidi, fu nella sua casa che Muslim ibn 'Aqil trovò ospitalità al momento in cui entrò a Kufa per la sua riservata missione di avanscoperta voluta dal cugino al-Ḥusayn.
Quando una spia riferì l'accaduto al Wālī di Kufa, ʿUbayd Allāh b. Ziyād, Hāniʾ fu costretto ad ammettere la sua complicità ma rifiutò di consegnare appena possibile Muslim a Ibn Ziyād, finendo con l'essere colpito a sangue al volto con un bastone dell'adirato Governatore 
Quando infine Muslim, che aveva cambiato vari nascondigli in città, fu scovato dal suo ultimo rifugio e messo a morte, anche Hāniʾ seguì la stessa sorte nel locale mercato degli ovini o nella discarica di Kufa, chiamata al-Kunāsa.
La sua tomba si trova all'interno della Grande Moschea di Kufa (Iraq).